# Dichromorpha viridis
Dichromorpha viridis är en insektsart som först beskrevs av Scudder, S.H. 1862.  Dichromorpha viridis ingår i släktet Dichromorpha och familjen gräshoppor. Inga underarter finns listade i Catalogue of Life.